# Acer aliat
L'acer aliat és aquell acer que a més dels components bàsics de l'acer: carboni, manganès, fòsfor, silici i sofre, forma un aliatge amb altres elements com el crom, níquel, molibdè, etc. i que tenen com a objectiu millorar algunes de les seves característiques fonamentals, especialment la resistència mecànica i la duresa.
També poden considerar-se acers aliats aquells que contenen algun dels quatre elements bàsics de l'acer en major quantitat que els percentatges que normalment solen contenir els acers al carboni. Els límits superiors dels quals solen ser generalment els següents: Si=0,50%; Mn=0,90%; P=0.100%i S=0.100%.
Els elements d'aliatge que s'utilitzen més sovint per a la fabricació d'acers aliats són: níquel, manganès, crom, vanadi, tungstè, molibdè, cobalt, silici, coure, titani, zirconi, plom, seleni, alumini, bor i niobi.
Utilitzant acers aliats és possible fabricar peces de molt de gruix amb resistències molt elevades a l'interior d'aquestes, per exemple en elements de màquines i motors s'arriben a assolir grans dureses amb gran tenacitat. També és possible fabricar mecanismes que mantinguin elevades resistències a altes temperatures i preparar encunys, de formes molt complexes, que no es deformin ni es clivellin en el tremp, etc.
Hi ha certs elements d'aliatge que tenen tendència a dissoldre's en la ferrita o formar solucions sòlides amb el ferro alfa, i en canvi n'hi ha d'altres que tenen tendència a formar carburs. Els elements d'aliatge tenen influència en els diagrames d'equilibri dels acers (augmentant o disminuint les temperatures crítiques dels diagrames d'equilibri i les temperatures Ac i Ar corresponents a escalfaments i refredaments relativament lents, modificant el contingut de carboni de l'acer eutectoide, eixamplant o disminuint els camps austenítics o ferrítics corresponents als diagrames d'equilibri, i altres influències també relacionades amb el diagrama ferro-carboni, com la tendència a grafititzar el carboni, a modificar la mida del gra, etc.)

## Influència dels elements aliats sobre la templabilitat
Els elements aliats tendeixen a retardar l'estovament que es produeix en el revingut.
Existeixen altres influències, com la millora en la resistència a la corrosió, la resistència a la calor, la resistència a l'abrasió, etc., les quals es deuen directament o indirectament a alguna de les variacions o fenòmens citats anteriorment.